# GECT Espace Pourtalet
Pour les articles homonymes, voir Pourtalet.
Le GECT Espace Pourtalet, en espagnol GECT Espacio Portalet, est un groupement européen de coopération territoriale créé le 16 février 2010. Ce GECT a été prévu pour une durée de 10 ans prorogés par décision expresse des entités signataires.

## Sources

## Compléments